# Padaniaans voetbalelftal (mannen)
Het Padaniaans voetbalelftal is een team van voetballers dat Padanië vertegenwoordigt bij internationale wedstrijden. Padanië is lid van de ConIFA, een wereldvoetbalbond die bestemd is voor de landen die geen lid zijn van de FIFA en de UEFA. Padanië is met drie wereldtitels het succesvolste team in de voetbalhistorie van de niet-FIFA-leden.

## Geschiedenis
Italië staat bekend om het grote welvaarts- en ontwikkelingsverschil tussen het noorden en het zuiden. De Italiaanse politieke partij Lega Nord pleit voor de onafhankelijkheid van een deel van Noord-Italië, dat zij Padania noemt. In samenwerking met de LFCP, werd besloten een nationaal voetbalelftal op te richten voor spelers die afkomstig zijn uit de Padanese regio's.
De onafhankelijkheidsverklaring van de Lega Nord in 1996, is echter niet erkend door de internationale gemeenschap. Omdat Padanië, ondanks hun afkeer jegens de Italiaanse overheid, geen onafhankelijke staat is, wordt het voetbalelftal niet erkend door de FIFA en de UEFA. Daarom sloot de Padaniaanse voetbalbond zich aan bij de NF-Board, een voetbalfederatie die bestemd is voor de landen die geen lid kunnen worden van de FIFA en/of geen erkend land zijn.
Onder auspiciën van de wereldvoetbalbond NF-Board nam Padanië in 2008 voor het eerst deel aan de VIVA wereldkampioenschap voetbal. Padanië verraste iedereen door in de groepsfase titelverdediger en gastland Lapland met 2-0 te verslaan. De rest van de poulewedstrijden werden tevens allen gewonnen. Hierdoor plaatste Padanië zich voor de finale tegen Aramees Syrië. De finale werd met 2-0 gewonnen door doelpunten van Alberto Colombo en Giordan Ligarotti. Met deze overwinning kroonde Padanië zich tot wereldkampioen voetbal.
Met sterspeler Maurizio Ganz aan Padaniaanse zijde werd het WK 2009 gewonnen ten koste van Koerdistan. In de finale won Padanië wederom met 2–0 en behaalde zo als gastland en titelverdediger voor de tweede keer de wereldtitel. In 2010 werd wederom in de finale met 1-0 gewonnen van Koerdistan. Padanië wist op deze manier voor de derde keer de wereldtitel te behalen.

## Erelijst

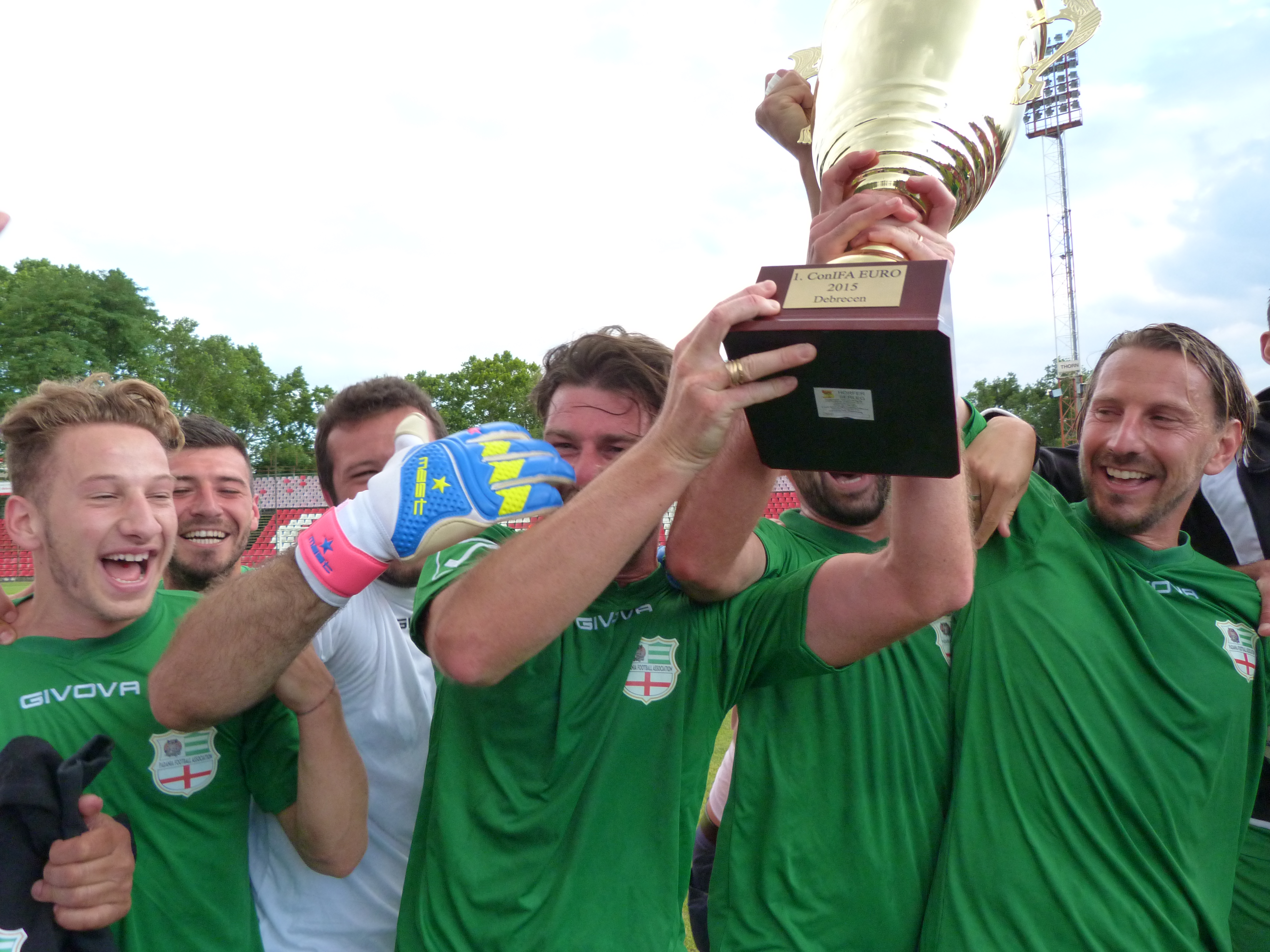
De Padaniaanse selectie na het winnen van het EK 2015.

## Prestaties op eindrondes
| \| Jaar \| Ronde \| GS \| W \| G \| V \| DV \| DT \| \| ------ \| ---------------- \| ---------------- \| ---------------- \| ---------------- \| ---------------- \| ---------------- \| ---------------- \| \| 2006 \| Niet deelgenomen \| Niet deelgenomen \| Niet deelgenomen \| Niet deelgenomen \| Niet deelgenomen \| Niet deelgenomen \| Niet deelgenomen \| \| 2008 \| Kampioen \| 5 \| 5 \| 0 \| 0 \| 16 \| 3 \| \| 2009 \| Kampioen \| 4 \| 4 \| 0 \| 0 \| 9 \| 1 \| \| 2010 \| Kampioen \| 4 \| 4 \| 0 \| 0 \| 6 \| 1 \| \| 2012 \| Niet deelgenomen \| Niet deelgenomen \| Niet deelgenomen \| Niet deelgenomen \| Niet deelgenomen \| Niet deelgenomen \| Niet deelgenomen \| \| 2014 \| Kwartfinale \| 5 \| 2 \| 2 \| 1 \| 28 \| 7 \| \| 2016 \| Vierde \| 5 \| 1 \| 1 \| 3 \| 9 \| 6 \| \| 2018 \| Derde \| 6 \| 4 \| 1 \| 1 \| 21 \| 5 \| \| Totaal \| 6/8 \| 29 \| 20 \| 4 \| 5 \| 89 \| 23 \| |                  |                  |                  |                  |                  |                  |                  |
| Jaar | Ronde            | GS               | W                | G                | V                | DV               | DT               |
| 2006 | Niet deelgenomen | Niet deelgenomen | Niet deelgenomen | Niet deelgenomen | Niet deelgenomen | Niet deelgenomen | Niet deelgenomen |
| 2008 | Kampioen         | 5                | 5                | 0                | 0                | 16               | 3                |
| 2009 | Kampioen         | 4                | 4                | 0                | 0                | 9                | 1                |
| 2010 | Kampioen         | 4                | 4                | 0                | 0                | 6                | 1                |
| 2012 | Niet deelgenomen | Niet deelgenomen | Niet deelgenomen | Niet deelgenomen | Niet deelgenomen | Niet deelgenomen | Niet deelgenomen |
| 2014 | Kwartfinale      | 5                | 2                | 2                | 1                | 28               | 7                |
| 2016 | Vierde           | 5                | 1                | 1                | 3                | 9                | 6                |
| 2018 | Derde            | 6                | 4                | 1                | 1                | 21               | 5                |
| Totaal | 6/8              | 29               | 20               | 4                | 5                | 89               | 23               |

### EK-historie
| Jaar   | Ronde    | GS | W | G | V | DV | DT |
| ------ | -------- | -- | - | - | - | -- | -- |
| 2015   | Kampioen | 4  | 4 | 0 | 0 | 13 | 4  |
| 2017   | Kampioen | 5  | 2 | 3 | 0 | 5  | 2  |
| 2019   |          | 0  | 0 | 0 | 0 | 0  | 0  |
| Totaal | 2/3      | 9  | 6 | 3 | 0 | 18 | 6  |

## Bekende (oud-)spelers
- Alberto Colombo
- Claudio Cecchini
- Maurizio Ganz
- Massimiliano Scaglia